# 天狼 (雑誌)
「天狼」（てんろう）は、俳誌。1948年1月、奈良県丹波市町（現・天理市）の養徳社から創刊。主宰・山口誓子、編集・西東三鬼。

## 歴史
1948年創刊。西東三鬼、秋元不死男、橋本多佳子、平畑静塔らにより誓子を囲む同人誌として出発。当時用紙不足で新誌の発行ができなかったため、鈴木六林男らの「青天」を改題する形で創刊された。創刊同人にはほかに高屋窓秋など、あわせて12名が名を連ねる。第二芸術論に対する反応に俳壇が沸き新生が待望されるなか、創刊号の販売部数は1万近くに達した。
誓子は創刊号の巻頭言で、当時の俳壇に欠けている「酷烈なる俳句精神」「鬱然たる俳壇的権威」を実現したいと表明、またその見本となるべき同人の作品について「俳句のきびしさ、俳句の深まりが、何を根源とし如何にして現るゝか」を示すことを求めた。この「根源」の語は議論を呼び、「天狼」内部では何が「根源俳句」であるかについて、「実在の真実への観入」（三鬼）「俳句的骨格の探求」（静塔）「東洋的無」（耕衣）など様々な意見が出され、外部からの批判・揶揄もあいまって昭和20年代の俳壇に活気を与えた。

## 誓子の死と終刊
1953年に誓子が兵庫県西宮市に移り、これに伴って編集も三鬼から誓子に移行。編集はその後平畑静塔、丘本風彦を経て1981年から松井利彦。同年7月号で誓子は「天狼」を自分の主宰誌とすることを宣言し、以後の誌面は微温性を増してゆく。1993年9月に誓子の体調悪化のため休刊、翌年3月に誓子が死去し、同年6月号（通巻548号）を出し終刊した。

## 主な参加者
括弧内は各自の主宰誌・または代表を務める俳誌。退会者などを含む。★は創刊同人
- 秋元不死男（「氷海」）★
- 茨木和生（「運河」）
- 上田五千石（「畦」）
- 右城暮石（「運河」）
- 榎本冬一郎（「群蜂」）★
- 小川双々子（「地表」）
- 加藤かけい（「荒星」「環礁」）
- 孝橋謙二★
- 西東三鬼（「断崖」）★
- 佐藤鬼房（「小熊座」）
- 杉本幽烏（「冬木」）★
- 鷹羽狩行（「狩」）
- 高屋窓秋★
- 谷野与志★
- 辻田克巳（「幡」）
- 津田清子（「圭」）
- 永田耕衣（「琴座」）
- 橋本多佳子（「七曜」）★
- 波止影夫★
- 八田木枯（「晩紅」）
- 平畑静塔★
- 細見綾子
- 堀井春一郎
- 三橋敏雄
- 三谷昭★
- 山口波津女★
- 横山白虹（「自鳴鐘」）